# Le Royaume Dancefloor
Le Royaume Dancefloor est un site consacré au son dancefloor, le site est créé par Yann Pasqué en février 2008. Dans un premier temps l'idée est de réaliser un annuaire des radios et webradios dancefloors. le projet d'annuaire de radio est rapidement abandonné pour donner place à la vrai nature du site, la promotion musicale. Depuis sa mise en ligne officielle le site www.leroyaumedancefloor.fr est affilié avec de nombreux labels spécialisés et fait la promo dancefloor.

## Histoire
L'idée du Royaume Dancefloor  remonte à la fin de l'année 2007, son créateur Yann Pasqué cherche à créer un site sur sa passion musicale du milieu electro. Sa première idée est de réaliser un annuaire de radios qui référence les meilleures radios et webradios dancefloor triés par pays et style (Electro, House, Lounge, Techno, Trance...). Le projet est rapidement laissé à l'abandon et remplacé par un site d'actualité sur la musique électro.
En 2008 le site est hébergé sur un serveur gratuit et ne diffuse que des vidéos sur les nouveautés clubs récupérées sur YouTube.
En 2009 les noms de domaines leroyaumedancefloor.fr et leroyaumedancefloor.com sont achetés et le site est hébergé par la société 1&1.
morgan rejoint l'administration et se spécialise dans le son techno
Le simple blog du départ se transforme rapidement en un site plus performant traitant des nouveautés avec articles à l'appui et extraits vidéos. En septembre 2009 l'intégralité du site subit une refonte et se transforme en un véritable site professionnel de promotion musicale. Rapidement suivent les propositions pour la diffusion de promotions musicales par différents labels.
En 2010 un partenariat avec iTunes permet aux visiteurs de télécharger légalement les promos musicales.
En 2011 de nombreux labels font confiance au Royaume Dancefloor et leur envoient régulièrement les promos musicales afin de faire découvrir aux internautes le meilleur du dancefloor.

## Labels et agences partenaires du Royaume Dancefloor
- Attitude
- Because Music
- MEANT RECORDS
- Phunkster
- Pool E Music
- Record Makers
- Serial Records
- Sony Music
- Productions P